# ボキャブライダー
『ボキャブライダー』は英語教育のミニ番組。NHKラジオ第2放送が2016年9月5日（月）から9月30日（金）にパイロット版として放送およびラジオ第2とNHK教育テレビジョン（Eテレ）が2017年4月3日（月）から正式なレギュラー番組として放送。ボキャブライダーonTVは2021年3月22日（月）に終了している。

## 概要
キャッチフレーズは『英単語の波をのりこなせ』。
レギュラー放送開始後はラジオ・テレビがアプリと連動するメディアミックス型番組になっている。

## 放送時間

### 2016年度
Eテレ
- 本放送：水曜日 22時45分 - 22時50分
- 再放送：金曜日 11時55分 - 12時00分、月曜日 5時50分 - 5時55分

ラジオ第2
- 本放送：月 - 金曜日 15時10分 - 15時15分
- 再放送：放送当日 23時40分-23時45分（最終週の9月27日-10月1日に限り、放送翌日の0時40分-0時45分）[1]
- 1週間分の再放送：土曜日 7時50分 - 8時15分

### 2017年度
Eテレ
- 本放送:月曜日 5時50分 - 5時55分
- 再放送:木曜日 23時50分 - 23時55分、金曜日 10時50分 - 10時55分、同 19時50分 - 19時55分

ラジオ第2
- 本放送:月 - 金曜日 9時5分-9時10分
- 再放送:放送当日  18時15分-18時20分、同 23時35分 - 23時40分
- 1週間分の再放送 土曜日 12時15分 - 12時40分、日曜日 22時00分 - 22時25分

### 2018年度
Eテレ
- 本放送:月曜日 5時50分 - 5時55分
- 再放送:月曜日 10時20分 - 10時25分、木曜日 13時55分 - 14時00分、金曜日 10時50分 - 10時55分、同 19時50分 - 19時55分、日曜日 18時55分 - 19時00分

ラジオ第2
- 本放送:月 - 金曜日 9時5分-9時10分
- 再放送:放送当日  18時15分-18時20分、同 23時35分 - 23時40分
- 1週間分の再放送 土曜日 12時15分 - 12時40分、日曜日 22時00分 - 22時25分

2018年度は月曜日 - 木曜日が新作、金曜日が2017年度のアンコール放送である。

### 2019年度
Eテレ
- 本放送:月曜日 5時45分 - 5時50分
- 再放送:火曜日 12時45分 - 12時50分、同 19時50分 - 19時55分、木曜日 13時55分 - 14時00分、金曜日 10時50分 - 10時55分、同曜日 21時55分 - 22時00分

ラジオ第2
- 本放送:月 - 金曜日 9時5分-9時10分
- 再放送:放送当日  18時15分-18時20分、同 23時35分 - 23時40分
- 1週間分の再放送 土曜日 12時15分 - 12時40分、日曜日 22時00分 - 22時25分

2019年度は月曜日 - 木曜日が新作、金曜日が2017・18年度のアンコール放送である。

### 2020年度
Eテレ
- 本放送:月曜日 5時45分 - 5時50分
- 再放送:火曜日 12時45分 - 12時50分、同 19時50分 - 19時55分、木曜日 13時55分 - 14時00分、金曜日 10時50分 - 10時55分、同曜日 21時55分 - 22時00分

ラジオ第2
- 本放送:月 - 金曜日 9時5分-9時10分
- 再放送:放送当日  18時15分-18時20分、同 23時35分 - 23時40分
- 1週間分の再放送 土曜日 12時15分 - 12時40分、日曜日 22時00分 - 22時25分

### 2021年度
ラジオ第2
- 本放送:月 - 金曜日 9時5分-9時10分
- 再放送:放送当日  18時15分-18時20分、同 23時35分 - 23時40分
- 1週間分の再放送 土曜日 12時15分 - 12時40分、日曜日 22時00分 - 22時25分

2021年度は月曜日 - 木曜日が新作、金曜日が2020年度のアンコール放送である。

## 出演者
- ボキャブライダー
  - ■マックスウェル・パワーズ（2016年9月 -）
  - ■葵わかな（2016年9月 - 2017年6月）[2]
  - ■浜辺美波（2017年7月 - 2020年3月）
  - ■桜田ひより（2020年3月 - ）[3]

- スキット（Eテレ版のみ）
  - 寺脇康文
  - 国仲涼子（2017年4月 - 2018年2月）[4]
  - 千葉雄大（2018年3月 - 2019年3月）
  - 黒谷友香（2018年3月 - 2020年3月）
  - 上村海成（2019年3月 - 2020年2月）
  - 荒木飛羽（2019年3月 - 2021年3月）
  - 甲斐翔真（2019年3月 - 2021年3月）
  - 倉科カナ（2020年3月 - 2021年3月）
  - ナレーター：谷昌樹

## スタッフ
テレビ
- 脚本
  - 斎藤栄作（2016年度 - 2017年度）
  - わかぎゑふ（ドラマSP2「選ばれし者」、2018年度 - 2020年度）
- 制作協力：オフィスクレッシェンド

ラジオ・テレビ共通
- 英語監修
  - ジェフ・クラーク（2016年度 - 2017年度）
  - ゲーリー・スコット・ファイン（2018年度）
  - ハッチェル友里子（2019年度）
- 全体監修：田中茂範
- テーマ音楽：「ボキャブライダーのテーマ」（作曲：平沢敦士）
- 制作：NHKエデュケーショナル
- 制作・著作：NHK

## ボキャブライダー on TV 放送リスト

### 2016年度
| 回    | タイトル                    | 初回放送日    | 主演 |
| ----- | --------------------------- | ------------- | ---- |
| 第1話 | “おかわり”ってなんて言うの? | 2016年9月07日 | 寺脇 |
| 第2話 | “漬物”ってなんて言うの?     | 9月14日       | 寺脇 |
| 第3話 | “おつり”ってなんて言うの?   | 9月21日       | 寺脇 |
| 第4話 | “甘い”言葉に気をつけて      | 9月28日       | 寺脇 |

### 2017年度
| 回 | 単語               | 初回放送日     | 主演       |
| -- | ------------------ | -------------- | ---------- |
| 1  | 青二才             | 2017年04月03日 | 寺脇、国仲 |
| 2  | すすぐ             | 4月10日        | 国仲       |
| 3  | ～の番             | 4月17日        | 寺脇       |
| 4  | 犬派               | 4月24日        | 国仲       |
| 5  | ズルする           | 5月08日        | 寺脇       |
| 6  | おやつ             | 5月15日        | 国仲       |
| 7  | 肉食動物           | 5月22日        | 寺脇       |
| 8  | バックミラー       | 5月29日        | 国仲       |
| 9  | 年金               | 6月05日        | 寺脇       |
| 10 | 雰囲気             | 6月12日        | 国仲       |
| 11 | 副流煙             | 6月19日        | 国仲       |
| 12 | ウエットティッシュ | 6月26日        | 国仲、寺脇 |
| 13 | 鼻水               | 7月03日        | 寺脇、国仲 |
| 14 | うるう年           | 7月10日        | 寺脇       |
| 15 | 注射               | 7月17日        | 寺脇       |
| 16 | 段ボール           | 7月24日        | 国仲       |
| 17 | かゆい             | 7月31日        | 寺脇       |
| 18 | 人さし指           | 8月07日        | 国仲       |
| 19 | 珍味               | 8月21日        | 寺脇       |
| 20 | 生意気             | 8月28日        | 国仲       |
| 21 | 定期券             | 9月04日        | 寺脇       |
| 22 | ギプス             | 9月11日        | 国仲       |
| 23 | サボる             | 9月18日        | 寺脇       |
| 24 | 多数決             | 9月25日        | 寺脇、国仲 |
| 25 | 残り物             | 10月02日       | 国仲       |
| 26 | 南極               | 10月09日       | 寺脇       |
| 27 | あてずっぽう       | 10月16日       | 国仲       |
| 28 | 逆風               | 10月23日       | 寺脇       |
| 29 | 乾杯               | 11月06日       | 国仲、寺脇 |
| 30 | 偶数               | 11月13日       | 国仲       |
| 31 | 結婚恐怖症         | 11月20日       | 寺脇       |
| 32 | 消化する           | 11月27日       | 国仲       |
| 33 | 震源地             | 12月04日       | 寺脇       |
| 34 | 一輪車             | 12月11日       | 国仲       |
| 35 | トナカイ           | 12月18日       | 寺脇       |
| 36 | くぎ               | 12月25日       | 国仲       |
| 37 | しびれて           | 2018年01月08日 | 寺脇       |
| 38 | 行商する           | 1月15日        | 国仲       |
| 39 | 落とし穴           | 1月22日        | 寺脇       |
| 40 | 虫歯               | 1月29日        | 国仲、寺脇 |
| 41 | 職権乱用           | 2月05日        | 寺脇       |
| 42 | 国会               | 2月12日        | 国仲       |
| 43 | 思い切った         | 2月19日        | 寺脇、国仲 |
| 44 | 一卵性双生児       | 2月26日        | 寺脇       |
| 45 | てこ               | 3月05日        | 寺脇       |
| 46 | 視力               | 3月12日        | 千葉       |
| 47 | 折れ線グラフ       | 3月19日        | 寺脇       |
| 48 | 赤道               | 3月26日        | 寺脇       |

### 2018年度
| 回 | 単語                           | 初回放送日     | 主演             |
| -- | ------------------------------ | -------------- | ---------------- |
| 1  | 単4電池                        | 2018年04月02日 | 千葉、寺脇       |
| 2  | 元カレ                         | 4月09日        | 寺脇             |
| 3  | 大げさ                         | 4月16日        | 黒谷、千葉       |
| 4  | くしゃみ                       | 4月23日        | 黒谷             |
| 5  | 時代遅れ                       | 5月07日        | 千葉             |
| 6  | つじつまが合う                 | 5月14日        | 寺脇             |
| 7  | ツンツンする                   | 5月21日        | 千葉             |
| 8  | やりがい                       | 5月28日        | 黒谷             |
| 9  | おこづかい                     | 6月04日        | 千葉             |
| 10 | 先見の明                       | 6月11日        | 寺脇             |
| 11 | 腕がにぶる                     | 6月18日        | 黒谷             |
| 12 | 気が抜けた                     | 6月25日        | 千葉             |
| 13 | 安売りする                     | 7月02日        | 寺脇             |
| 14 | つまずく                       | 7月09日        | 千葉、黒谷       |
| 15 | 痛み止め                       | 7月16日        | 千葉             |
| 16 | 目じりの小じわ                 | 7月23日        | 寺脇             |
| 17 | 内部告発者                     | 7月30日        | 千葉、黒谷       |
| 18 | 詮索好き                       | 8月06日        | 千葉             |
| 19 | 栄養価                         | 8月20日        | 寺脇             |
| 20 | 新陳代謝                       | 8月27日        | 黒谷             |
| 21 | 3階建ての                      | 9月03日        | 千葉             |
| 22 | 尻に敷かれた                   | 2018年09月10日 | 寺脇             |
| 23 | 判決                           | 9月17日        | 黒谷             |
| 24 | 欠けている                     | 9月24日        | 寺脇             |
| 25 | 分割払い                       | 10月01日       | 千葉             |
| 26 | 炭水化物                       | 10月08日       | 寺脇、黒谷       |
| 27 | 板ばさみ                       | 10月15日       | 寺脇             |
| 28 | 太陽系                         | 10月22日       | 千葉             |
| 29 | 比例して                       | 11月05日       | 黒谷             |
| 30 | 腰掛け仕事                     | 11月12日       | 寺脇             |
| 31 | 養殖マグロ                     | 11月19日       | 黒谷、千葉       |
| 32 | 保険料                         | 11月26日       | 黒谷             |
| 33 | 社内の駆け引き                 | 12月03日       | 寺脇             |
| 34 | 靴べら                         | 12月10日       | 千葉             |
| 35 | 持ち込み                       | 12月17日       | 寺脇             |
| 36 | 直径                           | 12月24日       | 寺脇、黒谷、千葉 |
| 37 | 寒冷前線                       | 2019年01月07日 | 寺脇             |
| 38 | 思い出の品                     | 1月14日        | 黒谷             |
| 39 | へこみ                         | 1月21日        | 黒谷、千葉、寺脇 |
| 40 | 後継者                         | 1月28日        | 黒谷             |
| 41 | 帰化させる                     | 2月04日        | 寺脇             |
| 42 | 甲殻類                         | 2月11日        | 黒谷、千葉       |
| 43 | すべきこと・してはいけないこと | 2月18日        | 寺脇             |
| 44 | 魚の群れ                       | 2月25日        | 黒谷             |
| 45 | 家事                           | 3月04日        | 寺脇、荒木       |
| 46 | オブラートに包んで             | 3月11日        | 千葉、黒谷       |
| 47 | 匿名の                         | 3月18日        | 千葉             |
| 48 | 怪しい者                       | 3月25日        | 千葉             |

### 2019年度
| 回 | 単語               | 初回放送日     | 主演             |
| -- | ------------------ | -------------- | ---------------- |
| 1  | 方言               | 2019年04月01日 | 寺脇、荒木       |
| 2  | 才能               | 4月08日        | 黒谷、上村       |
| 3  | 紙詰まり           | 4月15日        | 寺脇、黒谷、上村 |
| 4  | 同義語             | 4月22日        | 寺脇             |
| 5  | 門限               | 5月06日        | 黒谷、上村       |
| 6  | 裾上げ             | 5月13日        | 上村             |
| 7  | 任命する           | 5月20日        | 寺脇             |
| 8  | 井戸               | 5月27日        | 荒木             |
| 9  | 優柔不断な         | 6月03日        | 上村             |
| 10 | 添加物             | 6月10日        | 寺脇             |
| 11 | 即興               | 6月17日        | 上村             |
| 12 | 3乗                | 6月24日        | 荒木、寺脇       |
| 13 | 事実上の           | 7月01日        | 上村             |
| 14 | 交際費             | 7月08日        | 寺脇             |
| 15 | ほくろ             | 7月15日        | 上村             |
| 16 | 株主               | 7月22日        | 寺脇、茉莉       |
| 17 | 直角三角形         | 7月29日        | 荒木             |
| 18 | 着信履歴           | 8月05日        | 寺脇             |
| 19 | 残高               | 8月19日        | 上村             |
| 20 | 100万部            | 8月26日        | 寺脇             |
| 21 | 保証書             | 9月02日        | 上村             |
| 22 | すりむく           | 9月09日        | 寺脇             |
| 23 | 瞬間接着剤         | 9月16日        | 上村             |
| 24 | 学期               | 9月23日        | 寺脇、荒木       |
| 25 | 集団訴訟           | 9月30日        | 寺脇、茉莉       |
| 26 | 形成外科医         | 10月07日       | 上村             |
| 27 | 穏便に             | 10月14日       | 寺脇             |
| 28 | 人種差別           | 10月21日       | 荒木             |
| 29 | うっかり           | 11月04日       | 寺脇             |
| 30 | 傷つきやすい       | 11月11日       | 寺脇             |
| 31 | 電球               | 2019年11月18日 | 上村             |
| 32 | デッドボール       | 11月25日       | 寺脇             |
| 33 | 手相占い           | 12月02日       | 寺脇             |
| 34 | 見栄っ張り         | 12月09日       | 上村             |
| 35 | （生物の）組織     | 12月16日       | 寺脇             |
| 36 | 酷な               | 12月23日       | 上村             |
| 37 | 食物繊維           | 2020年01月06日 | 寺脇             |
| 38 | ぬいぐるみ         | 1月13日        | 黒谷             |
| 39 | ネタバレ           | 1月20日        | 荒木             |
| 40 | 電波（の受信状態） | 1月27日        | 上村             |
| 41 | 抗生物質           | 2月03日        | 寺脇             |
| 42 | レッテルを貼る     | 2月10日        | 上村             |
| 43 | 一気に見る         | 2月17日        | 荒木             |
| 44 | 面接               | 2月24日        | 黒谷、上村       |
| 45 | 小麦粉             | 3月02日        | 荒木、寺脇       |
| 46 | 大口をたたく       | 3月09日        | 黒谷             |
| 47 | しゃっくり         | 3月16日        | 黒谷             |
| 48 | 予告編             | 3月23日        | 寺脇、荒木       |

### 2020年度
| 回 | 単語         | 初回放送日     | 主演             |
| -- | ------------ | -------------- | ---------------- |
| 1  | 陸上競技     | 2020年03月30日 | 寺脇、茉莉       |
| 2  | 時差ボケ     | 4月06日        | 倉科             |
| 3  | 濃い         | 4月13日        | 倉科             |
| 4  | 音符         | 4月20日        | 荒木             |
| 5  | 秒針         | 4月27日        | 寺脇、茉莉       |
| 6  | ひらめいた   | 5月11日        | 寺脇、甲斐       |
| 7  | 空気を読む   | 5月18日        | 荒木             |
| 8  | どんぶり勘定 | 5月25日        | 寺脇、茉莉       |
| 9  | 前髪         | 6月08日        | 倉科             |
| 10 | 一家言       | 6月15日        | 寺脇、甲斐、倉科 |
| 11 | ベタべタ     | 6月22日        | 寺脇、甲斐、倉科 |
| 12 | 停電         | 7月06日        | 寺脇             |
| 13 | 途切れ途切れ | 7月13日        | 寺脇、茉莉       |
| 14 | 気がある     | 7月20日        | 荒木             |
| 15 | 再放送       | 8月03日        | 甲斐             |
| 16 | 癖           | 8月10日        | 荒木             |
| 17 | ひき肉       | 8月17日        | 甲斐             |
| 18 | プリント     | 8月31日        | 荒木             |
| 19 | ダジャレ     | 9月07日        | 甲斐             |
| 20 | 履歴書       | 9月14日        | 倉科             |
| 21 | 蒸し暑い     | 9月21日        | 倉科             |
| 22 | バズる       | 9月28日        | 甲斐             |
| 23 | 気まずい     | 10月05日       | 寺脇、荒木       |
| 24 | がっかり     | 10月12日       | 甲斐             |
| 25 | いじわる     | 10月19日       | 倉科             |
| 26 | 同意書       | 11月02日       | 荒木             |
| 27 | 桁           | 11月09日       | 寺脇             |
| 28 | 裏返し       | 11月16日       | 荒木             |
| 29 | 連続         | 11月23日       | 荒木             |
| 30 | 常連         | 11月30日       | 甲斐             |
| 31 | せっかち     | 12月07日       | 倉科             |
| 32 | 吹き替え     | 12月14日       | 荒木             |
| 33 | 八方美人     | 12月21日       | 寺脇             |
| 34 | おごり       | 2021年01月04日 | 倉科             |
| 35 | 二日酔い     | 1月11日        | 寺脇             |
| 36 | 束           | 1月18日        | 甲斐             |
| 37 | ポイ捨て     | 2月01日        | 甲斐             |
| 38 | 朝飯前       | 2月08日        | 寺脇             |
| 39 | わがまま     | 2月15日        | 荒木             |
| 40 | 申込書       | 2月22日        | 倉科             |
| 41 | 絆           | 3月01日        | 荒木             |
| 42 | 金庫         | 3月08日        | 甲斐             |
| 43 | 貫禄         | 3月15日        | 寺脇、倉科、茉莉 |
| 44 | 残念         | 3月22日        | 寺脇、倉科、茉莉 |

### スペシャル
| タイトル                         | 初回放送日時                     |
| -------------------------------- | -------------------------------- |
| わたしは…ボキャブライダー        | 2017年03月30日 木曜日23:25-23:45 |
| 高校生対抗!真夏の英単語選手権    | 2017年08月18日 金曜日22:00-23:00 |
| ボキャブライダー〜選ばれし者〜   | 2018年03月17日 土曜日18:25-18:45 |
| 高校生対抗!夏の英単語選手権2018  | 2018年08月27日 月曜日18:55-19:45 |
| ボキャブライダー〜それぞれの夢〜 | 2019年03月24日 日曜日18:40-19:00 |
| ボキャブライダー〜新たなる挑戦〜 | 2020年03月23日 月曜日22:50-23:05 |

### 番組宣伝
| タイトル                                 | 初回放送日時                     | 備考                                                           |
| ---------------------------------------- | -------------------------------- | -------------------------------------------------------------- |
| NHKプレマップ                            | 2016年08月29日 月曜日05:50-05:52 |                                                                |
| わたしも…ボキャブライダー                | 2017年06月24日 土曜日16:15-16:18 | 葵に代わり新メンバーとなった浜辺がこの番組に駆ける抱負を述べた |
| ボキャブラクイズSP 放送直前みどころ紹介! | 2017年08月09日 水曜日10:25-10:28 |                                                                |

## ドラマスペシャル

### 概要
NHK Eテレ『ボキャブライダー on TV』のドラマスペシャル。
年度末の3月に放送される、新年度の番組宣伝を兼ねたスピンオフドラマ。新加入の出演者にスポットを当てた内容となっている。

### わたしは…ボキャブライダー
概要
女子高校生の葵わかなが、いかにしてボキャブライダーになったのか?パイロット版とレギュラー版を繋ぐ特別ドラマ。
放送日時
2017年3月30日 木曜日23:25-23:45
出演
葵わかな、寺脇康文、国仲涼子、甲斐翔真、多田木亮佑、辻川幸代

### ボキャブライダー〜選ばれし者〜
概要
女子高校生の浜辺美波が、なぜボキャブライダーとして生きていく道を選んだのか?その誕生秘話を描く。2ndシーズン直前のスピンオフドラマ。
放送日時
2018年3月17日 土曜日18:25-18:45
出演
浜辺美波、寺脇康文、黒谷友香、千葉雄大、藤岡弘、、立川ユカ子、佐古井隆之、堀田勝

### ボキャブライダー〜それぞれの夢〜
放送日時
2019年3月24日 日曜日18:40-19:00
出演
浜辺美波、寺脇康文、黒谷友香、上村海成、荒木飛羽、コング桑田、中原果南、辻川幸代、大川航

### ボキャブライダー〜新たなる挑戦〜
概要
朝日野高校・英語スピーチコンテストにて優勝した桜田ひよりがボキャブライダーに成って行く話。
放送日時
2020年3月23日 月曜日22:50-23:05
出演
桜田ひより、倉科カナ、竹井亮介、畑芽育、徳井優、早見優、田辺歩

## 高校生英単語選手権

### 概要
NHK Eテレ『ボキャブライダー on TV』のクイズスペシャル。全国の高校生を募集し、彼らの英単語の学習能力をクイズ形式で試すというコンテスト。

### 第1回 2017年
番組名
高校生対抗!真夏の英単語選手権
放送日時
2017年8月18日 金曜日22:00-23:00
出演
- 司会：寺脇康文、渡邊佐和子
- 出題：マックスウェル・パワーズ、浜辺美波
- ドラマ出演：国仲涼子

参加チーム
- 麻布高等学校
- 東京都立松が谷高等学校
- 東京都立国際高等学校
- 東京学芸大学附属高等学校
- Rの法則：石神澪、大渕野々花、坪内夕起子
- テストの花道 ニューベンゼミ：前田旺志郎、佐々木七海、安田愛里

### 第2回 2018年
番組名
高校生対抗!夏の英単語選手権2018
放送日時
2018年8月27日 月曜日18:55-19:45
出演
- 司会：寺脇康文、鎌倉千秋
- 出題：マックスウェル・パワーズ、浜辺美波
- ドラマ出演：黒谷友香、千葉雄大

参加チーム
- 浅野高等学校
- 神奈川県立横浜国際高等学校
- 筑波大学附属高等学校
- 大阪府立北野高等学校
- 麻布高等学校
- 芸能人高校生選抜：前田旺志郎、木内舞留、布川花音

## ラジオ第2 スペシャル
新春スペシャル「英単語力アップの秘けつ大公開」
- 放送日時：2017年1月2日 月曜日19:00-20:00
- 司会：内田敦子、マックスウェル・パワーズ、葵わかな
- 出演：筧利夫、国仲涼子、田中茂範
- ナレーター：福ノ上達也